# Лук шароголовый
Лук шароголовый (лат. Állium sphaerocéphalon) — многолетнее травянистое растение, вид рода Лук (Allium) подсемейства Луковые (Alliaceae) семейства Амариллисовые (Amaryllidaceae).
Встречается также наименование Лук круглоголовый.

## Распространение и экология
В природе ареал вида охватывает всю территорию Европы, Северную Африку и Западную Азию.
В России встречается в степях европейской части и на Кавказе.
Произрастает в степях, на холмах и склонах.

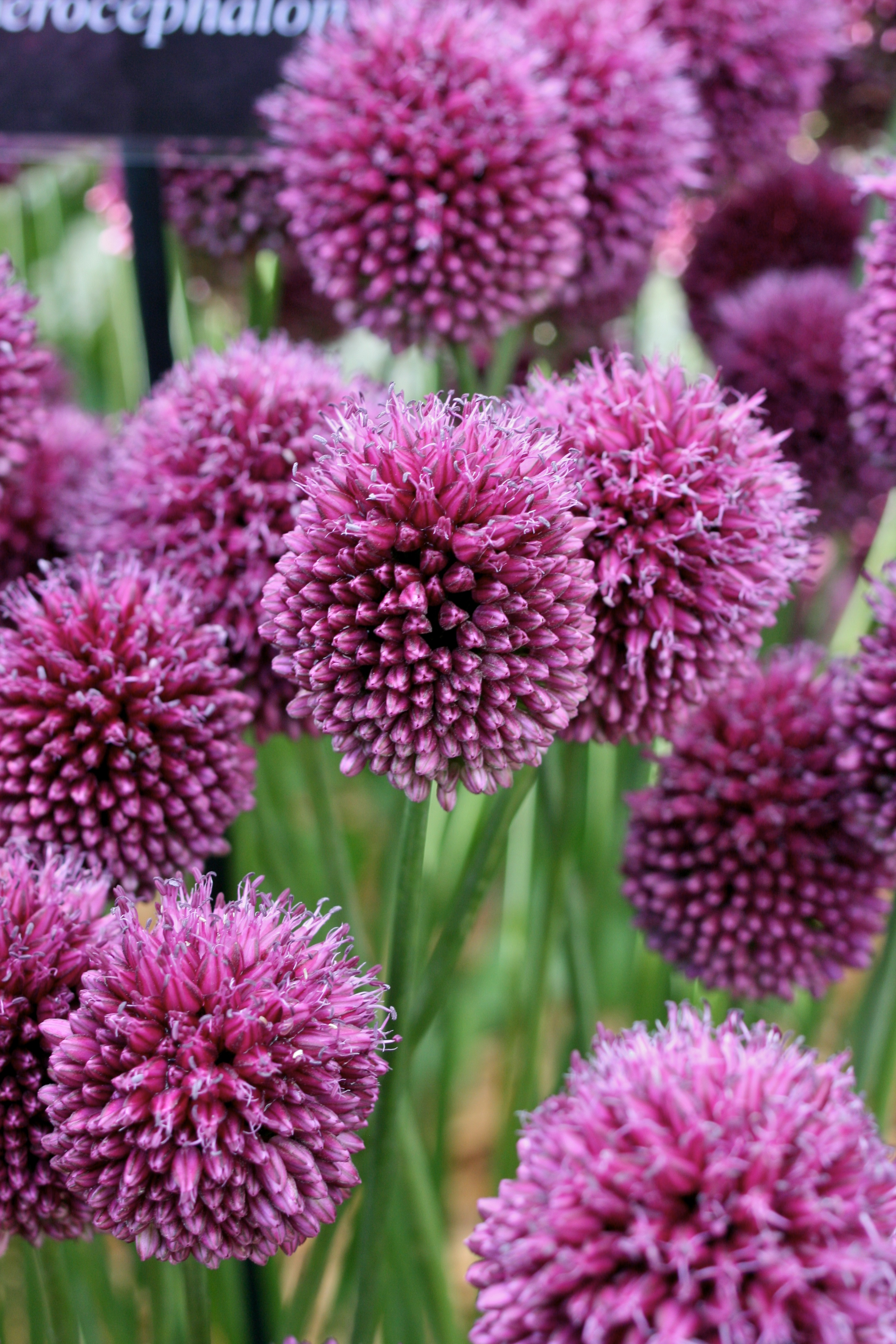
Цветочные головки

## Ботаническое описание
Луковица яйцевидная, диаметром 0,75—2 см; наружные оболочки кожистые, бурые, цельные, раскалывающиеся; оболочки замещающей луковицы желтоватые. Луковички немногочисленные или отсутствующие, удлинённые, желтоватые, блестящие, гладкие. Стебель высотой 30—80 см, на треть одетый гладкими влагалищами листьев.
Листья в числе трёх — пяти, шириной 2—4 мм, дудчатые, полуцилиндрические, желобчатые, гладкие, редко по краю шероховатые, значительно короче стебля.
Чехол в два раза короче зонтика. Зонтик коробочконосный, шаровидный или продолговатый, реже пучковато-полушаровидный, густой, многоцветковый. Цветоножки неравные или до нескольких раза длиннее околоцветника, наружные при основании с прицветниками. Листочки продолговато-яйцевидного околоцветника розовые или пурпурные, с более тёмной жилкой, очень редко беловатые, продолговатые, длиной около 4 мм, наружные килеватые, шероховатые, островатые, немного короче и уже внутренних тупых. Нити тычинок немного или на четверть длиннее листочков околоцветника, при основании между собой и с околоцветником сросшиеся, при основании ресничатые, наружные шиловидные, внутренние трёхраздельные. Столбик сильно выдаётся из околоцветника.
Створки коробочки эллиптические, почти не выемчатые, длиной около 4 мм.

## Хозяйственное значение и применение
Лук круглоголовый можно использовать в пищу, для этого его собирают рано весной до образования цветочной стрелки.

## Таксономия
Вид Лук круглоголовый входит в род Лук (Allium) семейства Луковые (Alliaceae) порядка Спаржецветные (Asparagales).
|  |                                      |  |                                                             |                                                             |                   |  | ещё 24 семейства (согласно Системе APG II) | ещё 24 семейства (согласно Системе APG II) |                       |  |  |  | ещё более 870 видов |
|  |                                      |  |                                                             |                                                             |                   |  | ещё 24 семейства (согласно Системе APG II) | ещё 24 семейства (согласно Системе APG II) |                       |  |  |  | ещё более 870 видов |
|  |                                      |  |                                                             | порядок Спаржецветные                                       |                   |  |                                            |                                            | род Лук               |  |  |  |                     |
|  |                                      |  |                                                             | порядок Спаржецветные                                       |                   |  |                                            |                                            | род Лук               |  |  |  |                     |
|  | отдел Цветковые, или Покрытосеменные |  |                                                             |                                                             | семейство Луковые |  |                                            |                                            | вид Лук круглоголовый |  |  |  |                     |
|  | отдел Цветковые, или Покрытосеменные |  |                                                             |                                                             | семейство Луковые |  |                                            |                                            |                       |  |  |  |                     |
|  |                                      |  | ещё 44 порядка цветковых растений (согласно Системе APG II) | ещё 44 порядка цветковых растений (согласно Системе APG II) |                   |  |                                            | ещё около 300 родов                        | ещё около 300 родов   |  |  |  |                     |
|  |                                      |  |                                                             | ещё 44 порядка цветковых растений (согласно Системе APG II) |                   |  |                                            |                                            | ещё около 300 родов   |  |  |  |                     |